# Otterberg

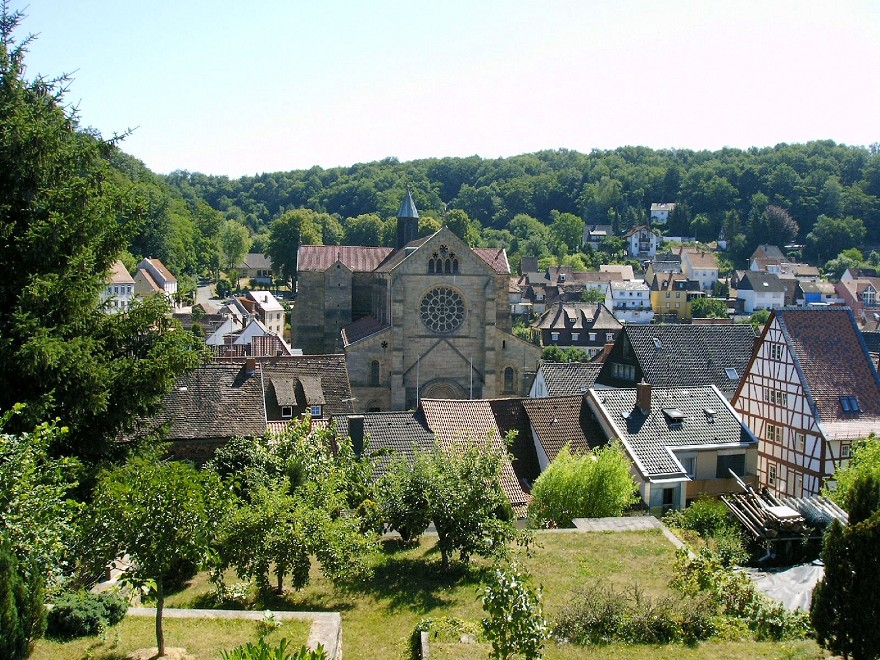
Stadtbild mit der Abteikirche

Otterberg ist eine Stadt im Landkreis Kaiserslautern in Rheinland-Pfalz und Verwaltungssitz der Verbandsgemeinde Otterbach-Otterberg, der sie auch angehört. Otterberg ist gemäß Landesplanung als Grundzentrum ausgewiesen.

## Geographie

### Lage
Otterberg liegt etwa fünf Kilometer nördlich von Kaiserslautern am Fuß des Otterberger Waldes, einem Teilbereich des Pfälzerwaldes. Nördlich und östlich der Stadt befindet sich der Staatsforst Otterberg. Nachbargemeinden sind – im Uhrzeigersinn – Höringen, Winnweiler, Lohnsfeld, Wartenberg-Rohrbach, Sembach, Mehlingen, Kaiserslautern, Otterbach, Katzweiler, Mehlbach, Schneckenhausen und Heiligenmoschel.

### Stadtgliederung
Neben dem Zentrum von Otterberg gehören zur Stadt Otterberg zusätzlich die Wohnplätze und Weiler: Althütterhof, Appental, Badweiher, Beutlermühle, Birotshof, Drehenthalerhof, Dreibrunnen, Dudenbacherhof, Geisenmühle, Heiligenmoschelerberg, Lanzenbrunnerhof, Lauerhof, Messerschwanderhof, Münchschwanderhof, Neumühle, Ölmühle, Reichenbacherhof, Schloßberg und Weinbrunnerhof.
Das Dorf Drehenthalerhof ist als Ortsbezirk ausgewiesen.

### Erhebungen
Nördlich von Drehenthalerhof erhebt sich der 399,6 Meter hohe Eulenkopf. Weitere Berge in diesem Bereich sind der 389,2 Meter hohe Backofen und der 370 Meter hohe Einsiedlerberg. Südlich der Kernstadt erstreckt sich außerdem der 271,8 Meter hohe Schafkopf und östlich von ihr der 377 Meter hohe Große Ohligkopf, der 324 Meter hohe Schlossberg sowie nördlich von ihr der 388,6 Meter hohe Bruchberg und der Heiligenmoscheler Berg.

### Gewässer
Die Stadt liegt im Talkessel des Otterbachs durchschnittlich 250 m ü. NHN. Letzterer nimmt unter anderem von rechts den Schellenbach und von links den Aggenbach auf. Der Aggenbach durchfließt außerdem den Sixmeisterwoog. Auf Höhe des Reichenbacherhofs entspringt der Reichenbach, der jenseits der Gemarkungsgrenze ebenfalls in den Otterbach mündet. Im äußersten Norden entspringen der Höringerbach, und dessen linker Zufluss Krebsbach, die zum Flusssystem Alsenz gehören.

## Geschichte

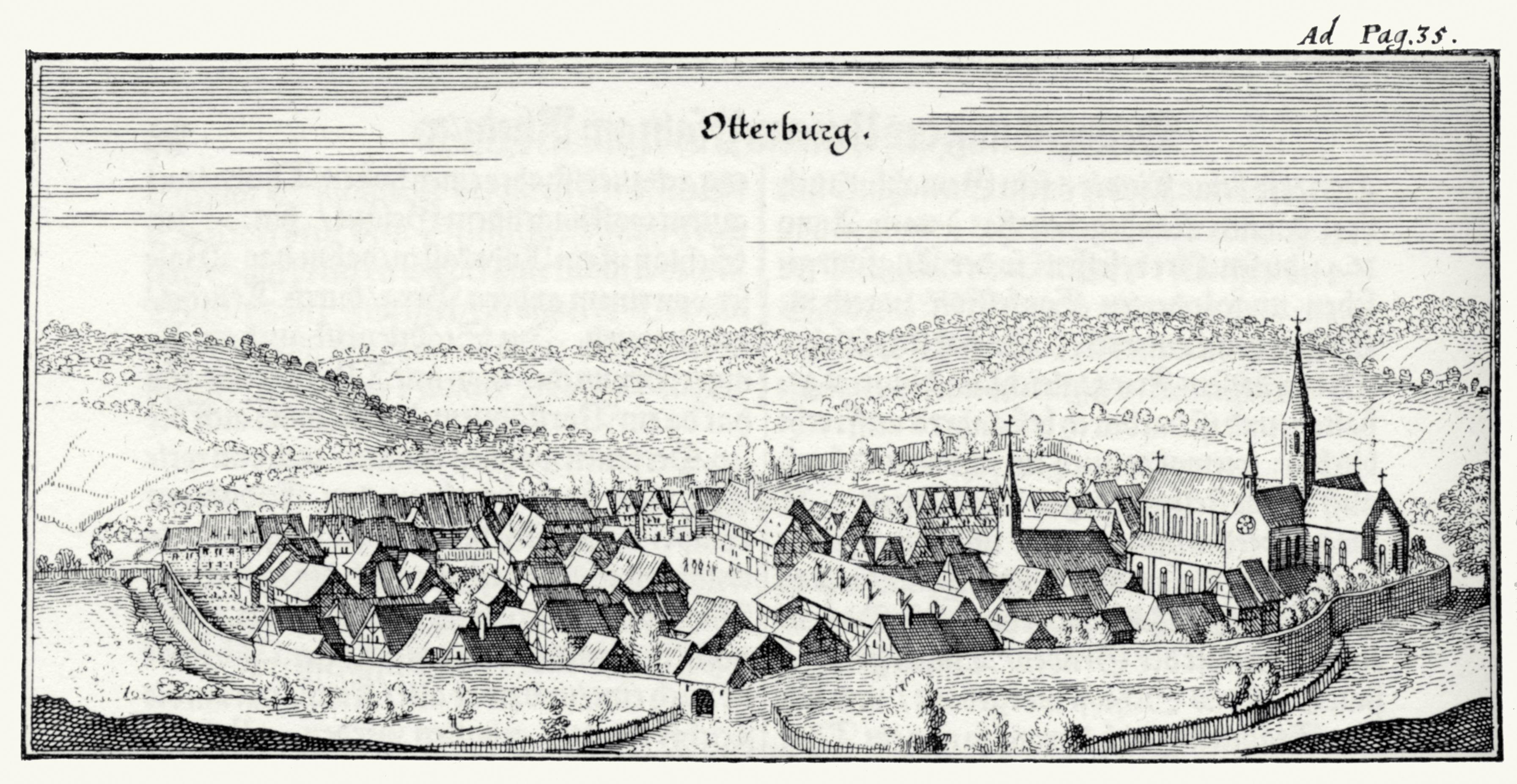
Darstellung von Matthäus Merian: Otterberg mit der ehemaligen Abteikirche, Mitte des 17. Jahrhunderts

1145 gründeten Zisterzienser die Abtei Otterberg. Da die Zisterzienser Klöster in Bachtälern oder Moorgebieten bevorzugten, begannen sie mit dem Bau einer Klosteranlage am Otterbach, von der die Abteikirche noch erhalten ist. Nach der Reformation wurde das Kloster aufgehoben. In den Gebäuden wurde 1579 eine Exulantengemeinde angesiedelt, die schon zwei Jahre später, am 26. März 1581, Stadtrecht nach dem Vorbild von Kaiserslautern erhielt.
Von 1559 bis 1592 gehörte Otterberg zu Pfalz-Lautern sowie anschließend bis zum Ende des 18. Jahrhunderts zur Kurpfalz. Dort unterstand der Ort dem Oberamt Lautern und war zudem Sitz eines eigenen Unteramtes. Von 1798 bis 1814, als die Pfalz Teil der Französischen Republik (bis 1804) und anschließend Teil des Napoleonischen Kaiserreichs war, war Otterberg Sitz des gleichnamigen Kantons. 1815 gehörte die Stadt zunächst zu Österreich. Ein Jahr später wechselte sie in das Königreich Bayern. Von 1818 bis 1862 gehörte sie dem Landkommissariat Kaiserslautern an; aus diesem ging das Bezirksamt Kaiserslautern hervor.
Ab 1939 war die Stadt Bestandteil des Landkreises Kaiserslautern. Nach dem Zweiten Weltkrieg wurde Otterberg innerhalb der französischen Besatzungszone Teil des damals neu gebildeten Landes Rheinland-Pfalz. Im Zuge der ersten rheinland-pfälzischen Verwaltungsreform wurde die Stadt Sitz der neu gebildeten gleichnamigen Verbandsgemeinde, der zusätzlich Heiligenmoschel, Niederkirchen, Schallodenbach und Schneckenhausen angehörten. Seit 1. Juli 2014 ist Otterberg Verwaltungssitz der Verbandsgemeinde Otterbach-Otterberg, die durch Fusion der Verbandsgemeinden Otterberg und Otterbach entstand.

## Bevölkerung

### Bevölkerungsentwicklung
Die Entwicklung der Einwohnerzahl der Stadt Otterberg, die Werte von 1871 bis 1987 beruhen auf Volkszählungen:
| Otterberg: Einwohnerzahlen von 1815 bis 2024       | Otterberg: Einwohnerzahlen von 1815 bis 2024 | Otterberg: Einwohnerzahlen von 1815 bis 2024 | Otterberg: Einwohnerzahlen von 1815 bis 2024 | Otterberg: Einwohnerzahlen von 1815 bis 2024 |
| -------------------------------------------------- | -------------------------------------------- | -------------------------------------------- | -------------------------------------------- | -------------------------------------------- |
| Jahr                                               |                                              |                                              |                                              | Einwohner                                    |
| 1815                                               | 1815                                         |                                              | 1.944                                        | 1.944                                        |
| 1835                                               | 1835                                         |                                              | 2.580                                        | 2.580                                        |
| 1871                                               | 1871                                         |                                              | 2.512                                        | 2.512                                        |
| 1905                                               | 1905                                         |                                              | 2.706                                        | 2.706                                        |
| 1939                                               | 1939                                         |                                              | 3.570                                        | 3.570                                        |
| 1950                                               | 1950                                         |                                              | 3.524                                        | 3.524                                        |
| 1961                                               | 1961                                         |                                              | 3.969                                        | 3.969                                        |
| 1970                                               | 1970                                         |                                              | 4.379                                        | 4.379                                        |
| 1987                                               | 1987                                         |                                              | 4.386                                        | 4.386                                        |
| 1997                                               | 1997                                         |                                              | 5.236                                        | 5.236                                        |
| 2005                                               | 2005                                         |                                              | 5.306                                        | 5.306                                        |
| 2011                                               | 2011                                         |                                              | 5.165                                        | 5.165                                        |
| 2017                                               | 2017                                         |                                              | 5.391                                        | 5.391                                        |
| 2024                                               | 2024                                         |                                              | 5.348                                        | 5.348                                        |
| Quelle(n): Statistisches Landesamt Rheinland-Pfalz |                                              |                                              |                                              |                                              |

### Christentum
Im Jahre 1579 kamen reformierte Glaubensflüchtlinge aus den Spanischen Niederlanden – sogenannte Wallonen –, da das pfälzische Otterberg Religionsfreiheit versprach. Nachfahren derselben leben bis in die Gegenwart in der Stadt. Mit der Ansiedlung der Glaubensflüchtlinge einher ging ein starkes Wachstum des Ortes, so dass bereits im Jahre 1581 die Stadtrechte vergeben wurden.
Im 18. Jahrhundert und später kamen einige mennonitische Familien nach Otterberg, die sich der Mennonitengemeinde in Sembach anschlossen. Beispielsweise wurde der nach dem Dreißigjährigen Krieg zerstörte Messerschwanderhof im 17. Jahrhundert von aus der Schweiz geflohenen Mennoniten besiedelt. Noch 1948 besaßen die Mennoniten einen eigenen Friedhof in der Stadt.

### Judentum

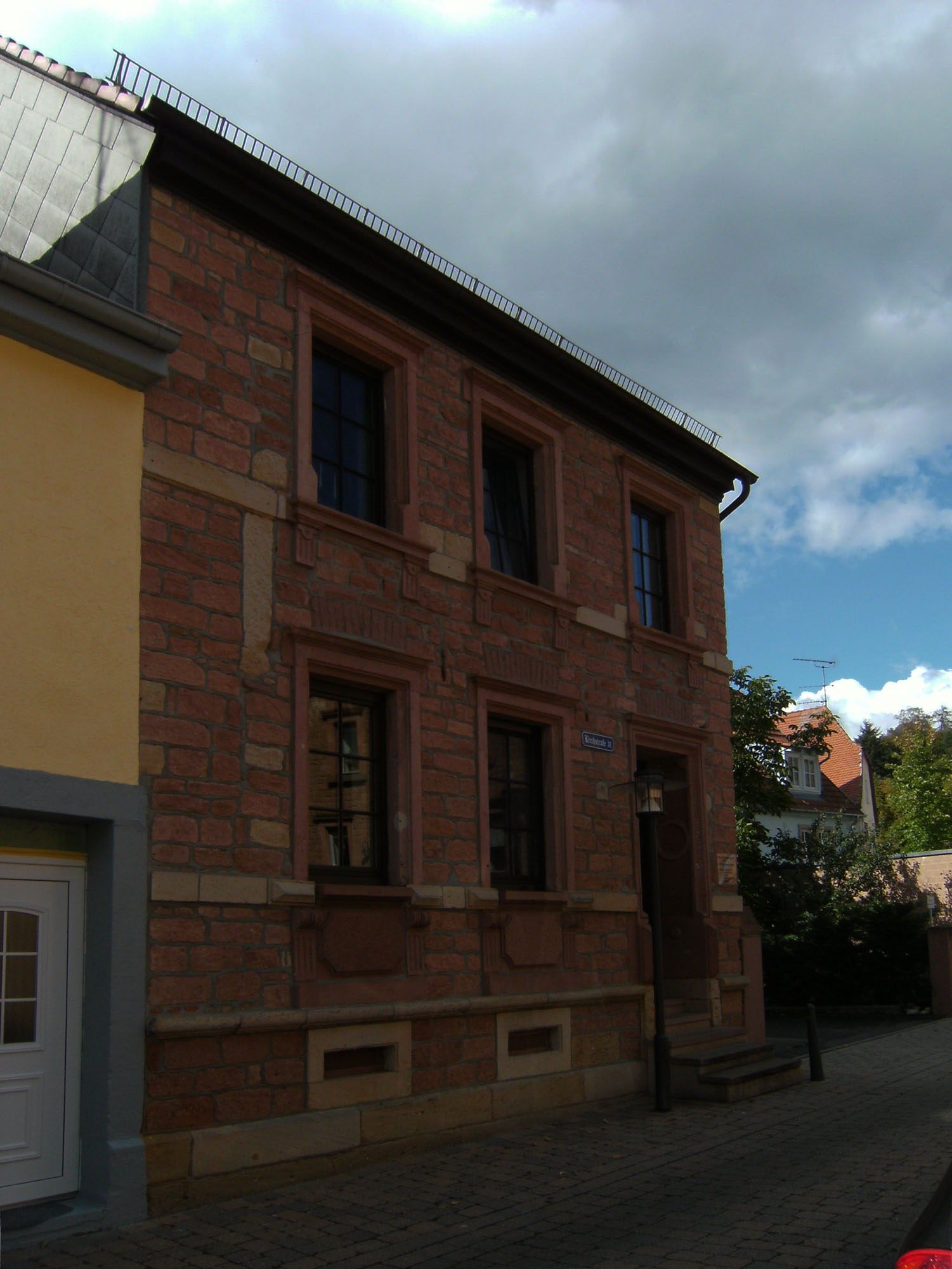
Ehemalige Synagoge

In Otterberg bestand im 18. und 19. Jahrhundert eine jüdische Gemeinde, der zeitweise – um 1848 – über 20 Familien mit etwa 100 Personen angehörten. 1817 wird ein jüdischer Betsaal genannt. 1838 wurde eine Synagoge eingeweiht. In der zweiten Hälfte des 19. Jahrhunderts wanderten die jüdischen Familien teilweise aus, teilweise verzogen sie in andere Städte, sodass 1897 die Gemeinde aufgelöst und die Synagoge verkauft wurde. Das Gebäude ist umgebaut als Wohnhaus erhalten. Prominenteste jüdische Familie war die 1854 in die USA ausgewanderte Familie Straus. Die in Otterberg lebenden Juden wurden in Mehlingen und Winnweiler begraben.

### Buddhismus
Im Stadtgebiet befindet sich der buddhistische Shaolin Temple Europe.

### Konfessionsstatistik
Am 31. Oktober 2014 waren 49,1 % der Einwohner evangelisch und 23,4 % katholisch. Die übrigen 27,5 % gehörten einer anderen Glaubensgemeinschaft an oder waren konfessionslos. Der Anteil der Protestanten und Katholiken an der Gesamtbevölkerung ist seitdem gesunken.
Ende Januar 2025 hatten 39,4 % der Einwohner die evangelische Konfession und 19,0 % die katholische. 41,6 % gehörten entweder einer anderen Glaubensgemeinschaft an oder waren konfessionslos.

## Politik

### Stadtrat
Der Stadtrat in Otterberg besteht aus 22 Ratsmitgliedern, die bei der Kommunalwahl am 9. Juni 2024 in einer personalisierten Verhältniswahl gewählt wurden, und dem ehrenamtlichen Stadtbürgermeister als Vorsitzendem.
Die Sitzverteilung im Stadtrat:
| Wahl | SPD | CDU | FDP | Grüne | Linke | FWG | Gesamt   |
| ---- | --- | --- | --- | ----- | ----- | --- | -------- |
| 2024 | 7   | 4   | –   | 2     | –     | 9   | 22 Sitze |
| 2019 | 9   | 6   | 1   | 3     | 1     | 2   | 22 Sitze |
| 2014 | 12  | 5   | 1   | 2     | –     | 2   | 22 Sitze |
| 2009 | 11  | 8   | 1   | –     | –     | 2   | 22 Sitze |

### Bürgermeister
Jan Hock (FWG) wurde am 27. August 2024 Stadtbürgermeister von Otterberg. Bei der Direktwahl am 9. Juni 2024 hatte er sich mit einem Stimmenanteil von 57,4 % gegen die Amtsinhaberin durchgesetzt.
Hocks Vorgängerin Martina Stein (SPD) hatte das Amt seit 2019 inne, als sie es von Martin Müller (SPD) übernahm, der nach zehn Jahren im Amt nicht mehr für diese Aufgabe kandidiert hatte.

### Ehemaliger Ortsbezirk Drehenthalerhof
Das Dorf Drehenthalerhof war bis zum 30. Juni 2024 der einzige ausgewiesene Ortsbezirk der Stadt Otterberg. Als absehbar wurde, dass mangels Bewerbern bei der Kommunalwahl 2024 kein neuer Ortsbeirat gebildet werden würde, entschied der Stadtrat im März 2024, für mindestens eine Legislaturperiode keinen Ortsvorsteher und keinen Beirat wählen zu lassen, und änderte die Hauptsatzung entsprechend ab.
Zuletzt bei der Kommunalwahl 2019 wurde der Ortsbeirat in einer Mehrheitswahl gewählt. Dem Ortsbeirat gehörten sieben Beiratsmitglieder an, den Vorsitz im Ortsbeirat führte der direkt gewählte Ortsvorsteher.
Erwin Carra (SPD) wurde am 18. Juli 2023 der (vorerst) letzte Ortsvorsteher des Ortsbezirks Drehenthalerhof. Bei der Direktwahl am 2. Juli 2023 war er mit einem Stimmenanteil von 84,7 % gewählt worden. Seine Amtszeit endete am 30. Juni 2024.
Carras Vorgänger Martin Klußmeier (SPD) hatte das Amt 2014 übernommen. Bei der Direktwahl am 26. Mai 2019 wurde er mit einem Stimmenanteil von 93,43 % für weitere fünf Jahre in seinem Amt bestätigt. Nach vorangegangenen Vorfällen nahm er einen gegen ihn gerichteten Drohbrief zum Anlass, im Februar 2023 vorzeitig sein Ehrenamt niederzulegen, wodurch eine Neuwahl erforderlich wurde.

### Wappen
| Wappen von Otterberg | Blasonierung: „In Silber drei hockende rote Eichhörnchen 2:1, mit je einer goldenen Nuss in den Pfoten.“           |
| Wappen von Otterberg | Wappenbegründung: Es wurde 1840 vom bayerischen König Ludwig I. genehmigt und geht zurück auf ein Siegel von 1670. |

### Städtepartnerschaft
Die Partnerstadt der Stadt Otterberg ist Gueugnon, eine Stadt mit etwa gleich vielen Einwohnern wie Otterberg. Die Stadt liegt im französischen Département Saône-et-Loire.

## Kultur und Sehenswürdigkeiten

### Kulturdenkmäler

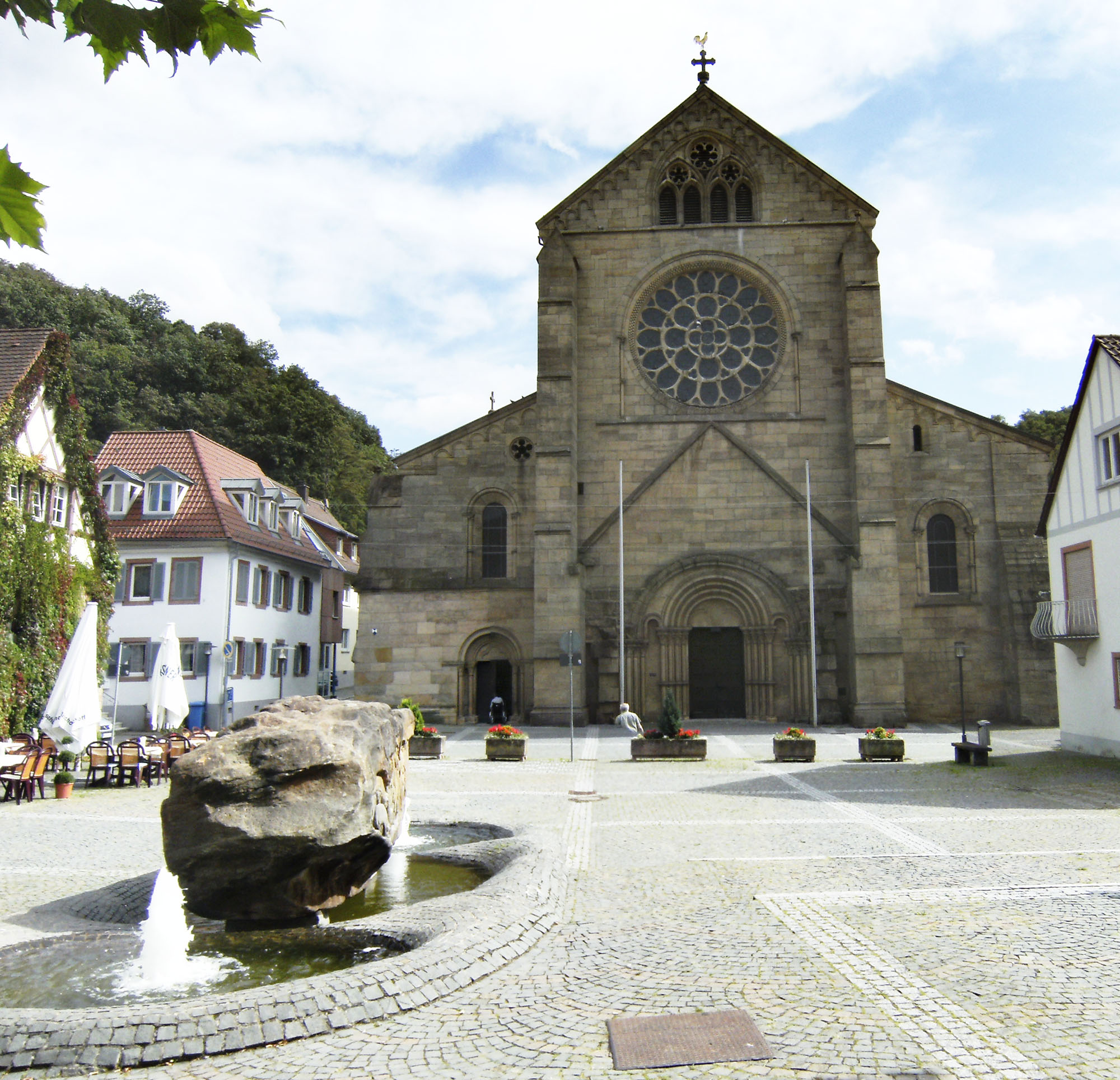
Abteikirche
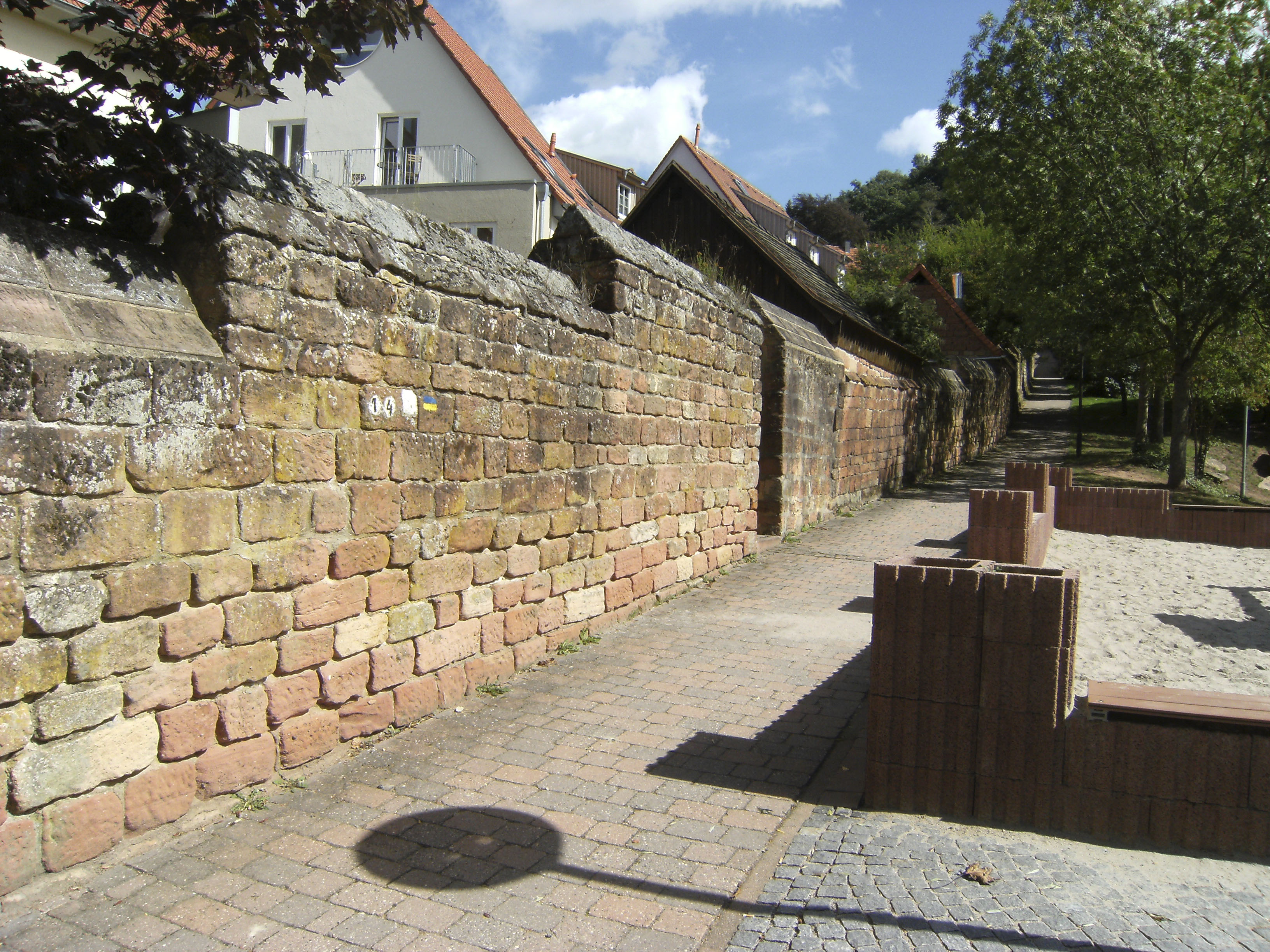
Stadtmauer
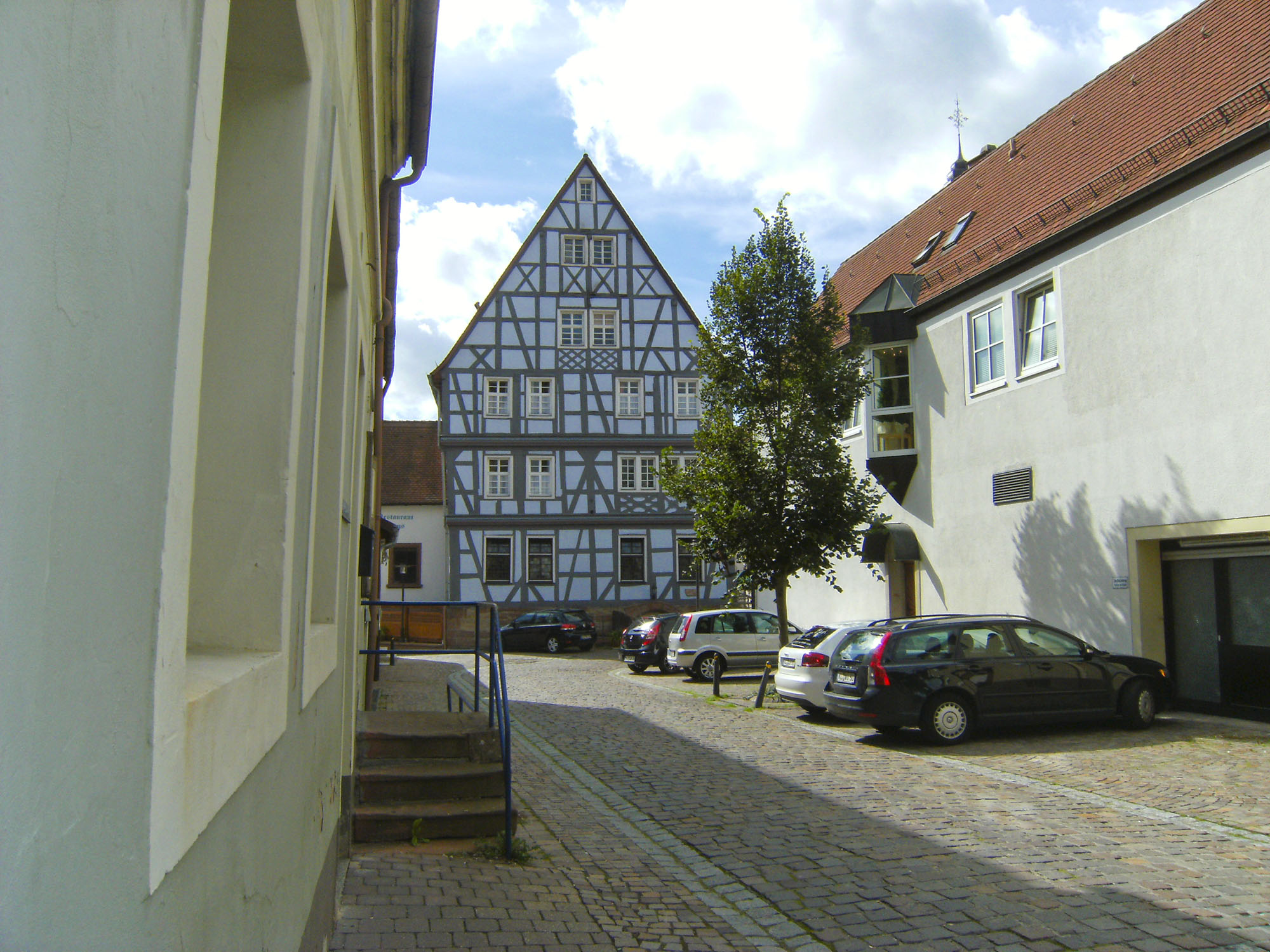
Blaues Haus
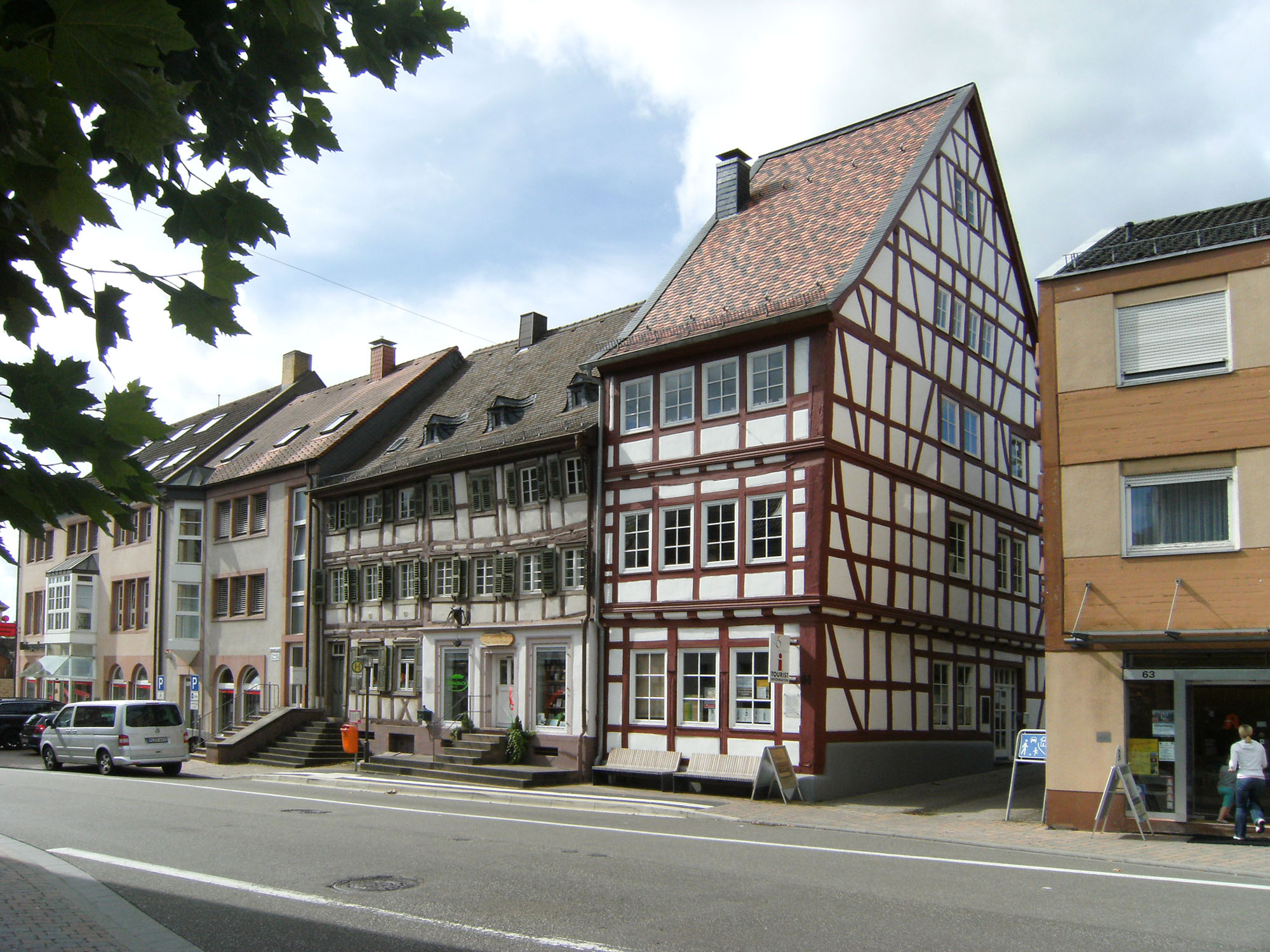
Alte Apotheke
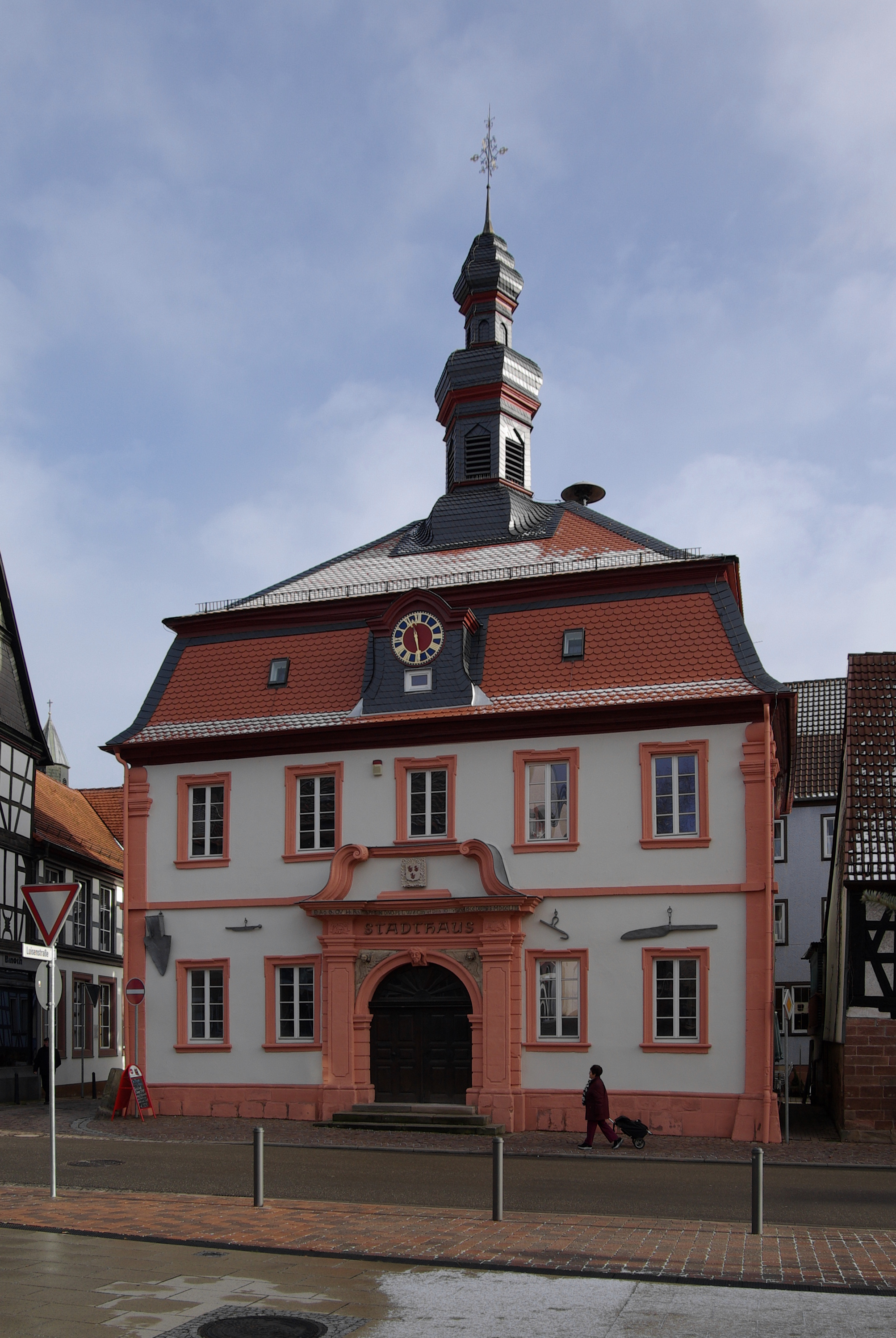
Altes Stadthaus
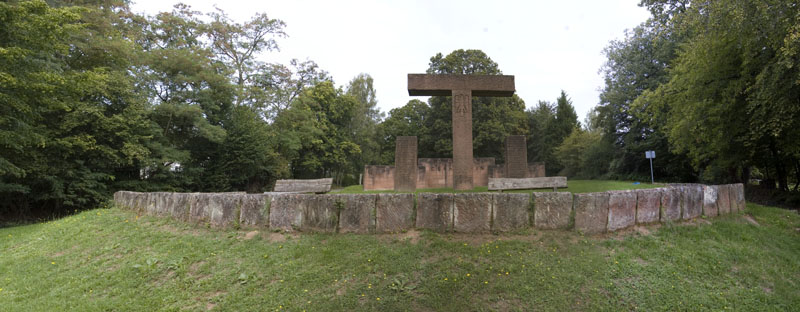
Weltkriegsdenkmale

Die Abteikirche Otterberg ist Teil einer ehemaligen Klosteranlage, gegründet um 1145 durch eine Schenkung der ehemaligen Herren von Otterburg mit dem umliegenden Gebiet an den Zisterzienserorden. Mönche aus dem Kloster Eberbach wurden mit einem Abt ausgesandt, um die Klosteranlage zu errichten. Die Kirche wurde zwischen 1168 und 1254 erbaut. Das Kloster erreichte um das Jahr 1340 seine wirtschaftliche Blüte, der Niedergang erfolgte bereits vor der Reformationszeit, sodass um 1561 lediglich drei Mönche mit ihrem Abt im Otterberger Kloster lebten. Die Abteikirche ist die größte Klosterkirche der Pfalz und ihres Baustils wegen – gegen Ende der Romanik mit ersten gotischen Elementen – von überregionaler Bedeutung.
Die historische Altstadt weist außerdem eine Vielzahl an Fachwerkhäusern auf, darunter das Gasthaus zur Krone, das 1772 erbaut wurde und die alte Apotheke; letztere wurde 1608 durch den Gerber David Gille Anthoine auf den Grundmauern des Zisterzienserklosters errichtet.
Ebenfalls innerhalb der Altstadt in der Kirchstraße befindet sich die 1612 erbaute, funktionsfähige Schmiede in Familienbesitz. An jedem ersten Samstag im Monat finden Führungen statt.
Das alte Stadthaus war das erste Rathaus von Otterberg und wurde etwa 1578 erbaut, da die Räume, die sie vom Kurfürsten erhielten, nötig gebraucht wurden. Später wurden aus den Teilen am gleichen Platz ein neues Rathaus beziehungsweise Stadthaus errichtet. Dies war etwas kürzer als das vorherige. Das zweite Rathaus wurde 1752 erbaut mit einem spätbarocken Mansardwalmdachbau. Erst 1968 wurde es erneut renoviert und neu angestrichen. Mittlerweile beherbergt es ein Heimatmuseum.

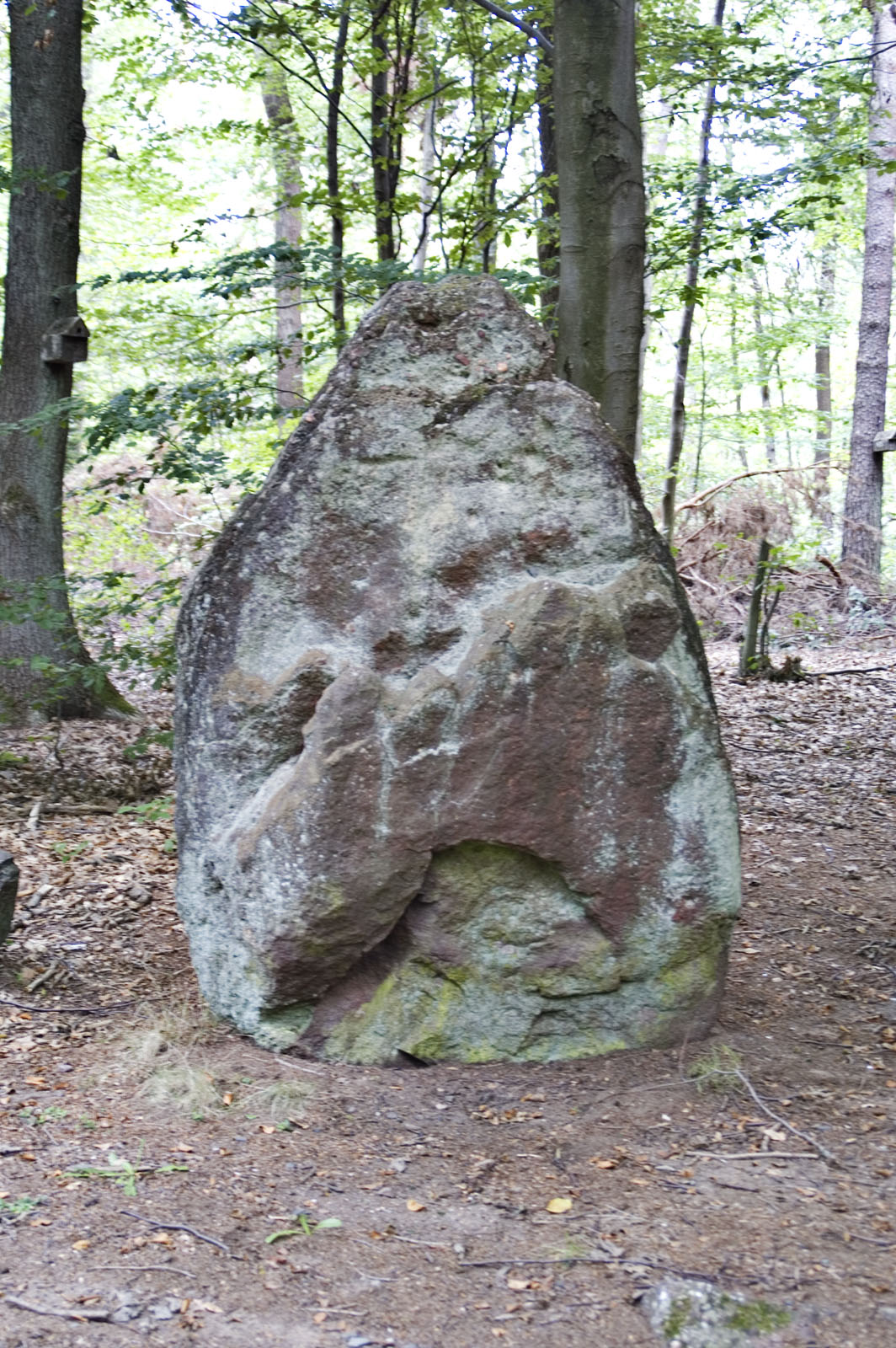
Menhir, ebenso „Hünenstein“ genannt

An der Gemarkungsgrenze zu Höringen und Heiligenmoschel befindet sich außerdem der Menhir von Otterberg.

### Stadtbrunnen
Mitten in Otterberg, gegenüber dem Rathaus, steht der Stadtbrunnen mit vier Röhren. Davor stand ein älterer Brunnen, der weichen musste, weil er den Verkehr hinderte.

### Natur
Auf Gemarkung der Stadt befinden sich insgesamt vier Naturdenkmale. Zudem existiert die sogenannte die Grabstele von Otterberg.

### Feste/Veranstaltungen
Es gibt zahlreiche regelmäßige Veranstaltungen in Otterberg. Die wichtigsten sind:
- Otterberger Frühlingsfest – Das Frühlingsfest in Otterberg ist eine Tradition, die Mitte des 18. Jahrhunderts entstand und im zweijährigen Turnis (ungerade Jahre) gefeiert wird.
- Otterberg Leuchtet – Für diesen Abend erstrahlen die verschiedenen historischen Gebäude im Ortskern von Otterberg.
- Altstadtfest – Ein dreitägiges Fest auf dem Kirchplatz vor der Abteikirche mit kulinarischem Angebot.
- Transzendent – die inszenierte Abtei.[30]

## Wirtschaft und Infrastruktur

### Institutionen
Als Sitz der Verbandsgemeinde Otterbach-Otterberg beherbergt die Stadt deren Verwaltung. Das Forstamt Otterberg ist zuständig für die Verbandsgemeinde Otterbach-Otterberg sowie für Teile der Verbandsgemeinden Bruchmühlbach-Miesau, Enkenbach-Alsenborn, Ramstein-Miesenbach und Weilerbach.
Während der Zugehörigkeit zu Frankreich war die Stadt Sitz eines Friedensgerichts, das dem Tribunal erster Instanz Kaiserslautern unterstand. Danach befand sich vor Ort ein Amtsgericht. Nach dem Zweiten Weltkrieg waren Teile der 70th Infantry Division der US Army zeitweise in Otterberg stationiert.

### Verkehr

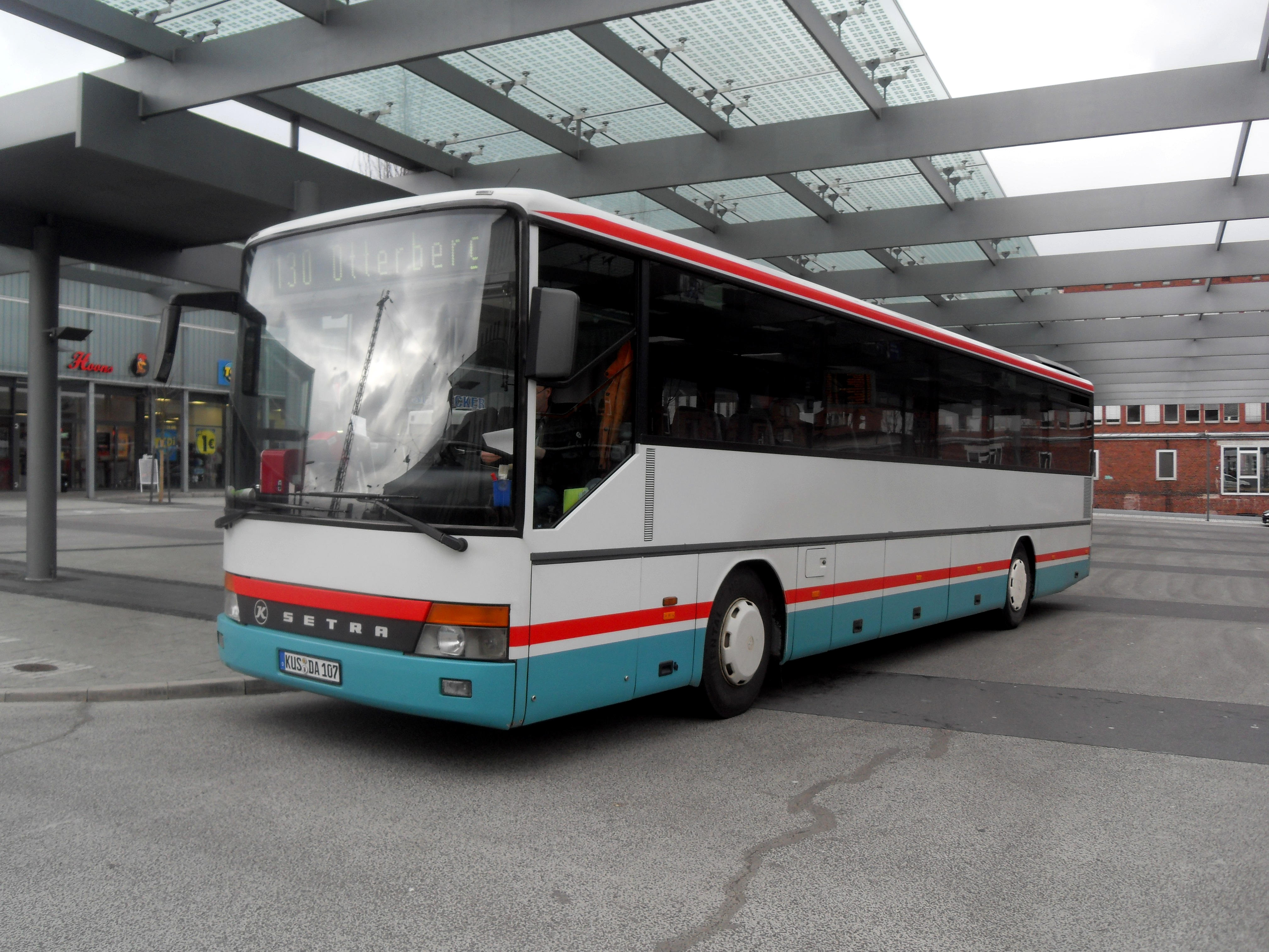
Bus der Linie 130 am Kaiserslauterer Hauptbahnhof nach Otterberg

Durch Otterberg führen die Landesstraßen 382 und 387; erstere verbindet die Stadt mit Odenbach sowie Enkenbach-Alsenborn. Letztere stellt eine Verbindung mit Imsweiler und Kaiserslautern her. Die Kreisstraße 37 bindet den Weinbrunnerhof an das Straßennetz an, die Kreisstraße 39 führt nach Erlenbach. Der Reichenbacherhof ist über die Kreisstraße 41 von Otterbach aus angebunden.
Die Stadt ist sowohl über die A 6 als auch über die A 63, die beide unweit des Stadtgebiets verlaufen, an den überregionalen Fernverkehr angeschlossen.
Von 1911 bis 1980 war Otterberg Endpunkt einer im Bahnhof Lampertsmühle-Otterbach beginnenden Nebenbahn an das Schienennetz angebunden; Personenverkehr fand lediglich von 1919 bis 1954 statt. Deshalb wird Otterberg im Personennahverkehr ausschließlich durch das Nahverkehrsunternehmen Saar-Pfalz-Bus bedient. Folgende Linien fahren Haltestellen in Otterberg an: Linie 130, 131, 133, 134, 140 in Richtung Kaiserslautern, Linie 130 Richtung Ortsteil Drehenthalerhof, Linie 131 Richtung Niederkirchen, Linie 133 Richtung Höringen, Linie 134 Richtung Lauterecken sowie die Linie 140 in Richtung Weilerbach und Reichenbach-Steegen.

### Bildung
Die Stadt Otterberg besitzt zahlreiche Bildungsstätten. Otterberg besitzt eine Grundschule, eine private Musikschule, die Bettina von Arnim Integrierte Gesamtschule sowie eine freie Waldorfschule.

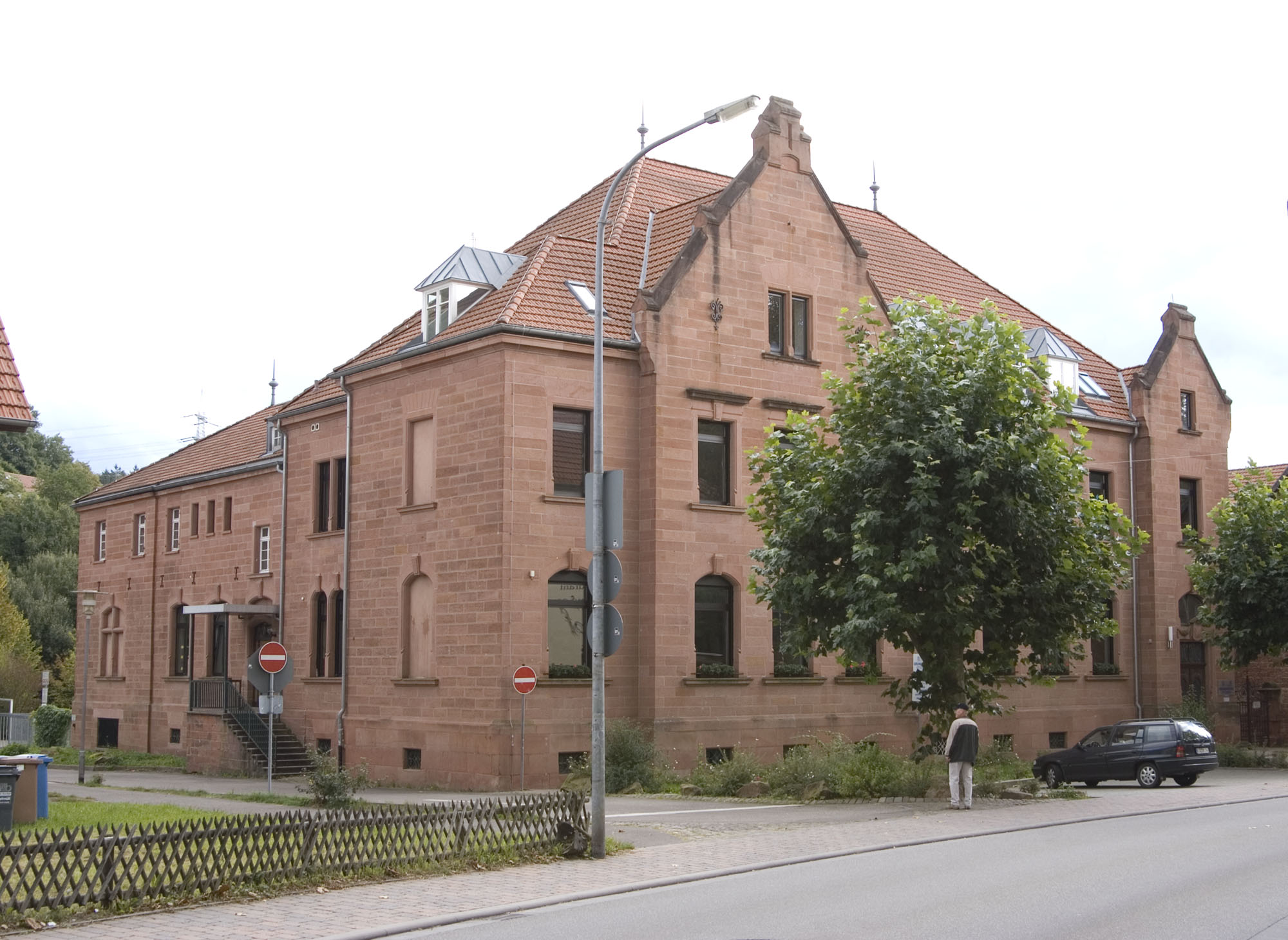
Otfried-Preußler-Grundschule Otterberg

Die Otfried-Preußler-Grundschule Otterberg besitzt 12 Klassen. Es wird eine Nachmittagsbetreuung von 12 bis 16.30 Uhr angeboten.
Die Bettina von Arnim IGS Otterberg ist eine integrierte Gesamtschule. Also eine Verbindung zwischen den Bildungsgängen von Realschule Plus und Gymnasium. Sie hat 770 Schüler. Auch sie bietet eine Ganztagsbetreuung an und zahlreiche AGs.
Die Waldorfschule wurde 1991 gegründet und zählt zu den 230 Waldorfschulen in Deutschland. Derzeit besuchen 380 Kinder und Jugendliche diese Schule.
Daneben gibt es drei Kindergärten, die Kindertagesstätte Buntspecht, den protestantischen Kindergarten und den Waldorf-Kindergarten. Die Kindertagesstätte Buntspecht besteht seit 1993 und steht unter der Trägerschaft der Stadt Otterberg. Der Kindergarten ist eine fünfgruppige Einrichtung, die bis zu 125 Kinder aufnehmen kann. Der protestantische Kindergarten wurde 2012 umgebaut und kann bis zu 90 Kinder aufnehmen. Der Waldorfkindergarten entstand 1993 und lädt zu regelmäßigen Ausflügen zum Wald ein. Der Kindergarten wuchs bis 2010 stetig an.

### Tourismus
Durch den Osten des Stadtgebiets verläuft der mit einem roten Balken markierte Fernwanderweg Donnersberg–Donon. Mitten durch das Siedlungsgebiet führen ein solcher, der mit einem blau-gelben Balken gekennzeichnet und von Lauterecken nach Sankt Germanshof verläuft sowie einer, der mit einem grün-gelben Balken markiert ist. Zudem ist Otterberg südlicher Ausgangspunkt des Odenbachtal-Radwegs.

## Persönlichkeiten

### Ehrenbürger
- Gustav Schmitt (1832–1905), Politiker
- Kurt Close (1919–2007), Journalist, Historiker, Heimatforscher, Musiker, Archivar und Buchautor

### Söhne und Töchter der Stadt
- Johann Heinrich Roos (1631–1685), Maler
- Nina Nies (1731–1771), Malerin
- Guillaume de Felice (1803–1871), evangelischer Geistlicher und Hochschullehrer in Toulouse
- Lazarus Straus (1809–1898), Händler und Unternehmer
- Isidor Straus (1845–1912), deutsch-amerikanischer Geschäftsmann (Teilhaber des Kaufhauses Macy’s in New York) und Politiker (Mitglied des US-Repräsentantenhauses).
- Nathan Straus (1848–1931), deutsch-amerikanischer Geschäftsmann und Teilhaber des Kaufhauses Macy’s in New York. War seit den 1890er Jahren einer der großen Wohltäter seiner Zeit, unterstützte mit großen Summen Projekte in den USA, Palästina und Deutschland (u. a. eine Kampagne für pasteurisierte Milch, wodurch er unzähligen Kindern das Leben rettete). Die Stadt Netanja in Israel ist nach ihm benannt.
- Oscar Straus (1850–1926), Politiker und Diplomat. 1906/09 US-Wirtschafts- und Arbeitsminister unter Präsident Theodore Roosevelt (siehe Handelsministerium (Vereinigte Staaten)), war damit erstes jüdisches Kabinettsmitglied in den USA; 1909/10 Botschafter der USA in der Türkei.
- Mathilde Salmon (1867–1942), Opfer des Holocaust, an sie erinnert in Mönchengladbach ein Stolperstein
- Kurt Mayer (1903–1945), Historiker und NS-Funktionär
- Georg Stauth (* 1942), Islamwissenschaftler und Soziologe
- Hannah Lothrop (1945–2000), Psychologin und Autorin
- Helge Karch (* 1953), Mikrobiologe

### Personen, die vor Ort gewirkt haben
- Georg Friedrich Blaul (1809–1863), Prediger vor Ort
- Gerhard Bold (* 1955), Fußballspieler, lebt vor Ort
- Christian Brembeck (* 1960), Musiker, spielte 2008 Musikstücke in der Abteikirche ein
- Antoine Grèlot († 1678), wirkte als französisch-reformierter Pfarrer in Otterberg
- Alfred Köhler (1883–1945), Staatsanwalt und Richter, war zeitweise vor Ort Amtsanwalt
- Johannes Kriebitzsch (1857–1938), Glasmaler, fertigte die Bleiglasfenster im Kloster
- August Lufft (1801–1887), Verwaltungsjurist, besuchte vor Ort eine Privatschule
- Wilhelm Meise (1891–1974), Offizier, lebte nach dem Zweiten Weltkrieg in Otterberg
- Wendelin Merbot (vor 1553–1561); Zisterzienser, von 1553 bis 1561 letzter Abt des Klosters Otterberg
- Karina Pallagst (* 1969), Raumplanerin, besuchte die örtliche Grundschule
- Edgar Popp (1920–2015), Pfarrer, verfasste 1971 eine Schrift über die Renovierung der Abteikirche und starb vor Ort
- Axel Roos (* 1964), Fußballspieler, lebt vor Ort und betreibt dort eine private Fußballschule